# Obikoeskoes
De obikoeskoes (Phalanger rothschildi) is een zoogdier uit de familie van de koeskoezen (Phalangeridae). De wetenschappelijke naam van de soort werd voor het eerst geldig gepubliceerd door Thomas in 1898.

## Voorkomen
De soort komt voor op de eilanden Obi, Bisa en Obilatu in Indonesië.